# Zegapain
ZEGAPAIN (ZEGAPAIN -ゼーガペイン-?, Zeegapein) è un anime di fantascienza del 2006 dello studio Sunrise, composto da 26 episodi di circa 24 minuti l'uno. Dall'opera sono stati tratti un manga omonimo, realizzato da Gou Yabuki, due videogiochi, Zegapain XOR e Zegapain NOT, e un drama-CD.

## Trama

### Prologo
Sogoru Kyo è un ragazzo pieno di energie che frequenta il liceo della città di Maihama. Unico membro del club di nuoto, che tenta in tutti i modi di riportare in auge prima che la scuola decida definitivamente di chiuderlo, sta scoprendo poco per volta di provare attrazione per la sua migliore amica Kaminagi Ryoko. La sua vita di studente scorre tra alti e bassi in modo spensierato, finché un giorno appare una misteriosa ragazza che nessun altro sembra aver visto. Il suo nome è Misaki Shizuno e sembra nascondere un segreto. La seconda volta che i due si incontrano la ragazza porta Kyo in un mondo parallelo, a bordo di un gigantesco robot che il ragazzo inizia a manovrare per distruggere minacciosi nemici, prendendo il tutto come un gioco. Ma Kyo si rende ben presto conto di aver già vissuto una simile esperienza, anche se non riesce in alcun modo a ricordare, e il confine tra la realtà e il mondo virtuale diventa così sempre più labile.

### La verità
Missione dopo missione Kyo ricompone il puzzle della propria esistenza e scopre la verità su quanto gli sta accadendo: la verità è che il genere umano così come credeva di conoscerlo non esiste più e gli ultimi sopravvissuti sulla Terra vivono in enormi elaboratori quantistici che simulano la vita di intere città (ognuna immagazzinata in un server). I nemici contro cui combattono sono esseri umani evoluti immortali e privi di individualità ed emozioni, che tentano in tutti i modi di adattare la Terra alle loro esigenze e quindi eliminare i resti della vecchia civiltà umana. Kyo e tutti gli altri ribelli in realtà si materializzano nel mondo reale soltanto come proiezioni virtuali, poiché la tecnologia per tornare in vita è nelle mani dei nemici. I ribelli, a bordo degli Zegapain, dovranno quindi impedire la distruzione degli ultimi avamposti umani e riguadagnare la tecnologia per tornare in carne e ossa sulla Terra.

## Personaggi principali

### Scuola di Maihama
- Sogoru Kyo (Shintarō Asanuma) - il protagonista della storia. Scopre grazie alla misteriosa Shizuno di vivere in un mondo virtuale e che nella realtà gli ultimi umani sono in lotta per la sopravvivenza a bordo di robot chiamati Zegapain. Si unirà quindi alla resistenza fino a scoprire la verità sul proprio passato e ciò che ha portato alla distruzione della civiltà umana.
- Kaminagi Ryoko (Kana Hanazawa) - migliore amica di Kyo appassionata di videoediting, scopre poco per volta di provare per il ragazzo più di un sentimento di amicizia. Si ritroverà anche lei invischiata negli accadimenti all'esterno del mondo virtuale fino a pagare duramente il prezzo del suo risveglio come Celebrant.
- Misaki Shizuno (Ayako Kawasumi) - ragazza misteriosa collegata in qualche modo al passato di Kyo che lo porta a bordo dello Zegapain. I Gards-Orm la chiamano Yehl, dimostrando di conoscerla, al contrario di tutti gli altri membri ribelli.
- Shima (Tomohiro Tsuboi) - presidente del Consiglio degli Studenti nella scuola di Kyo e comandante della Oceanus, la nave dei ribelli nel mondo reale legata al server di Maihama. Shima nasconde un passato piuttosto oscuro ed è a conoscenza di segreti inerenti ai nemici che rivelerà soltanto durante l'attacco finale.
- Minato (Marina Inoue) - vice presidente del consiglio studentesco, molto legata a Shima, che l'ha aiutata al momento del risveglio come Celebrant.
- Kuroshio Hayato (Takanori Ohyama) - precedentemente un combattente, ora a bordo della Oceanus è soltanto un operatore. È l'unico ad ammettere di non voler tornare ad essere umano, preferendo vivere in eterno nella realtà virtuale.

### Celebrant
- Mao Lu-Shen (Romi Paku) - combatte sul Garuda. È sospettoso nei confronti di Shizuno e sebbene inizialmente consideri Kyo un compagno inaffidabile, alla fine inizia a provare una sincera ammirazione nei suoi confronti.
- Jen May-Yu (Yui Makino) e Jen May-Yen (Akeno Watanabe) - sorelle gemelle del server di Shanghai. Inizialmente mal sopportano Kyo, quando il loro server viene distrutto. Ryoko soventemente confonde i loro nomi facendole immediatamente irritare.
- Chris Avenir (Hiroshi Yanaka) - pilota del Hræsvelgr e marito di Arque. Dopo essersi trasferiti nel server di Maihama perde la moglie, ma riesce a continuare a combattere spinto dal sentimento di vendetta nei confronti del nemico.
- Arque Avenir (Aya Hisakawa) - moglie di Chris, i suoi dati sono corrotti per via dei troppi trasferimenti di dati effettuati. Alla fine si sacrifica e mette in salvo il marito impedendogli di morire con lei.

### Gards-orm
- Abyss (Masayuki Katou) - pilota dell'Anti-Zegapain e compagno di Sin.
- Sin (Yukana) - compagna di Abyss. È intenzionata a comprendere il motivo per cui i ribelli combattono contro di loro. Per questo si presenta di persona sulla Oceanus e interroga tutti i membri dell'equipaggio. In questo modo diventa amica di Ryoko e ne ripristina i dati mancanti.
- Naga - colui che ha progettato i server quantici per sperimentare la vita eterna e l'evoluzione accelerata del genere umano. Ha trasferito se stesso dentro il sistema.

## Episodi
1. Entangle - エンタングル
2. Cerebrum - セレブラム
3. Deftera Territory - デフテラ領域
4. Shanghai Server - 上海サーバー
5. Deja Vu - デジャビュ
6. Apparition - 幻体
7. Wandering Soul - 迷える魂
8. On The Other Side Of The Water - 水の向こう側
9. Wet Damage - ウェットダメージ
10. Again, Summer Comes - また、夏が来る
11. Remaining Illusions - 残るまぼろし
12. Those That Awaken - 目覚める者たち
13. New Wizard - 新たなるウィザード
14. Destroyed Memories - 滅びの記憶
15. Reincarnation - リインカーネーション
16. Revived Battlefield - 復活の戦場
17. The Restored - 復元されし者
18. The Fabricated Wounds, The Pain Withers - 偽りの傷、痛みは枯れて
19. Last Supper - ラストサパー
20. Yehl, Shizuno - イェル、シズノ
21. The Soldiers... - 戦士たち…
22. G-Phaetus - ジフェイタス
23. When the Moon Does Not Sink - 沈まない月
24. One Drop of Light - 光の一滴
25. Is the Sky of Maihama Blue? - 舞浜の空は青いか
26. All Creation - 森羅万象 （ありとあらゆるもの）

## Sigle
- Apertura: Kimi e Mukau Hikari di Akino Arai
- Chiusura: Little Goodbye di Rocky Chack
  - Chiusura 2: and you di Rocky Chack (episodio 10)
  - Chiusura 3: Last Blue di Rocky Chack (episodio 22)